# Hanro Smitsman
Hanro Smitsman, né le 29 novembre 1967 à Bréda, est un réalisateur, producteur et scénariste néerlandais.

## Filmographie

### Réalisateur
- 2003 : Dajo[2]
- 2005 : All Souls, co-réalisé avec Mijke de Jong, Nicole van Kilsdonk, Marco van Geffen, Maarten Treurniet, Tim Oliehoek, Michiel van Jaarsveld, David Lammers, Ger Beukenkamp et Rita Horst
- 2006 : Contact[3]
- 2008 : Skin[4]
- 2009 : De Punt[5]
- 2010 : La garden party[6]
- 2010 : Dusk[7]
- 2011 : Vakantie in eigen land[8]
- 2013 : 20 Lies, 4 Parents and a Little Egg[9]
- 2017 : Broeders[10]

### Producteur et scénariste
- 2016 : Vrije vogel de Joyce van Diepen[11]